# Febo de Chateaupers
El capitán Febo de Chateaupers (en francés, Phoebus de Châteaupers) es un personaje ficticio y uno de los antagonistas principales en la novela Nuestra Señora de París de Victor Hugo. Es capitán de los arqueros del rey Luis XI. Su nombre, Febo, es el del dios griego del sol (también asimilado a Apolo).

## En la novela

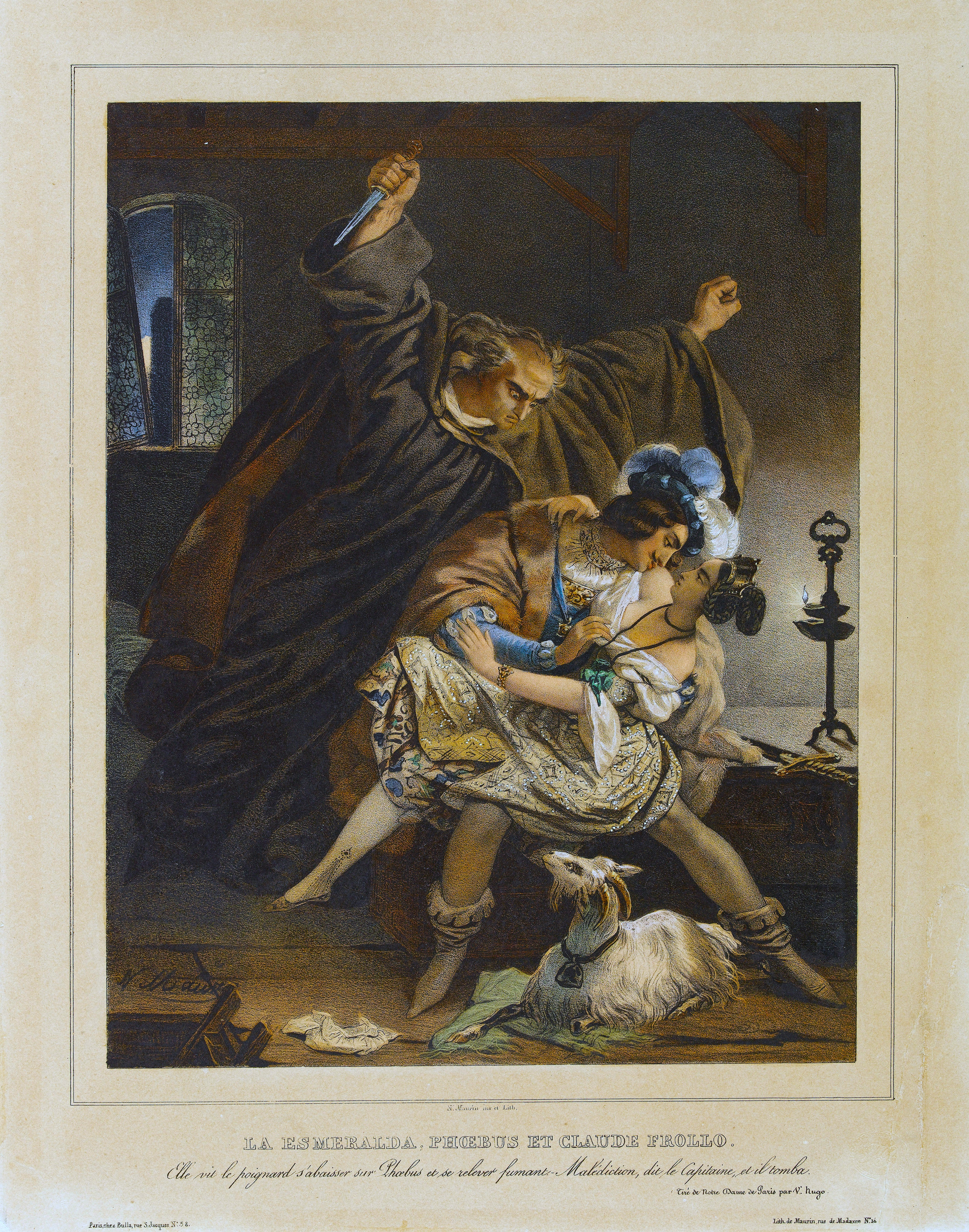
Frollo, Febo y Esmeralda, litografía de Nicolas Eustache Maurin, 1834.

En la novela original, Febo es un antagonista. A pesar de ser noble de nacimiento y muy guapo, es también vano, indigno de confianza, y mujeriego. Salva por casualidad a Esmeralda de Quasimodo y ella se enamora de él. Febo simulará tener los mismos sentimientos, pero lo único que quiere es una noche de pasión. Esmeralda se encuentra con Febo y declara su amor hacia él, y él la convence de que siente lo mismo. De hecho está comprometido con su prima, Flor-de-Lis de Gondelaurier, que es una joven dama rencorosa y celosa de la belleza de Esmeralda. No sólo eso, ha aceptado que el archidiácono Claude Frollo espíe su reunión con Esmeralda.
Esta decisión se probará desafortunada, pues cuando el capitán se dispone a hacer el amor con la chica, Frollo sufre un ataque de celos, entrando al cuarto y apuñalándolo en la espalda. Frollo huye rápidamente y Febo es dado por muerto. Esmeralda, la única presente, es creída la asesina. Febo, aun así, no muere y pronto se recupera de la herida. Pero esto no impide que Esmeralda sea juzgada y sentenciada a muerte por su asesinato así como por brujería. Febo podría haber probado su inocencia, pero queda aparte recuperándose y cree además que fue ella quien le acuchilló. Al final de la novela, se casa con Flor-de-Lis, y presencia la ejecución de Esmeralda con aparentemente poco o ningún remordimiento. Es uno de los pocos personajes en sobrevivir en la novela, Victor Hugo implica que su matrimonio no será ni romántico ni feliz.

## Adaptaciones
Entre los actores que han interpretado a Febo a lo largo de los años en cada adaptación cinematográfica de la novela se encuentran:
| Actor                  | Versión                       |
| ---------------------- | ----------------------------- |
| René Alexandre         | 1911 película                 |
| Herbert Heyes          | 1917 película                 |
| Arthur Kingsley        | 1922 película                 |
| Norman Kerry           | 1923 película                 |
| Alan Mariscal          | 1939 película                 |
| Jean Danet             | 1956 película                 |
| Alexander Davion (voz) | 1966 serie televisiva animada |
| Richard Morant         | 1977 película televisiva      |
| Robert Powell          | 1982 película televisiva      |
| Kevin Kline (voz)      | 1996 Disney película animada  |
| Benedick Blythe        | 1997 película televisiva      |
| Patrick Fiori          | 1997-2002 musical             |
| Vincent Elbaz          | 1999 película de parodia      |
| Andrew Samonsky        | 2014 musical                  |
| Will Griffith          | 2017 musical                  |

## Versión de Disney

### En la primera película
En la adaptación de 1996 de Disney en dibujos animados El Jorobado de Notre Dame, Febo sirve como protagonista de apoyo, y su personaje se combina con la personalidad de Pierre Gringoire de la novela original de Victor Hugo. Su voz fue interpretada por Kevin Kline y animado por Russ Edmonds. Regresa a París de las guerras para ser capitán de la guardia bajo Frollo, quien es retratado como juez en esta versión, porque su predecesor había sido "un poco decepcionante" para Frollo. Aun así, Febo pronto empieza a albergar una gran aversión hacia Frollo por sus métodos duros, y compasión hacia los pobres y oprimidos, mostrada cuando interviene para evitar que dos de los matones de Frollo arresten a Esmeralda por robar dinero (el cual había obtenido honestamente), y solicitando a los ciudadanos que dejen de torturar a Quasimodo durante el Festival de los Locos. Se aficiona a Esmeralda, como cuando la felicita por luchar tan bien como un hombre, y los dos verdaderamente se enamoran (a diferencia del Febo literario, que solo quiere a Esmeralda para satisfacer su pasión). A mitad de la película, cuando Frollo incapaz de dominar su lujuria desciende hasta una locura homicida y ordena quemar media ciudad en su implacable búsqueda de Esmeralda, Febo finalmente se rebela contra él cuando se niega a quemar la casa de una familia inocente con los moradores dentro. Es entonces sentenciado a muerte por rebelión y salvado por Esmeralda, quien escondida lanza una piedra a Snowball, el caballo de Frollo, haciéndolo caer y que Febo aproveche para saltar al animal e intentar huir; Frollo ordena disparar a sus hombres, y casi muere al ser alcanzado por una flecha y caer al río Sena, pero es rescatado por Esmeralda de las aguas. Esmeralda le lleva a Notre Dame y le deja al cuidado de Quasimodo. A pesar de que Quasimodo desconfía de él, ambos unen sus fuerzas para encontrar la Corte de los Milagros, la guarida de los gitanos, ante los ataques de Frollo pero ya es demasiado tarde y todos son capturados.
En la batalla final, Febo anima a los ciudadanos parisinos a luchar contra Frollo y sus matones y liberar su ciudad. Persigue a Frollo por la catedral y es testigo  de la caída tanto de Frollo como de la de Quasimodo, cogiendo al vuelo el brazo del campanero salvando su vida. Luego, Febo da un paso atrás para dejar a Quasimodo con Esmeralda, pero entonces Quasimodo finalmente acepta a Febo como buen amigo y bendice su idilio con Esmeralda, para alegría de ambos.

### En la segunda película
En la secuela de Disney estrenada en 2002 para el vídeo doméstico, El Jorobado de Notre Dame II: el secreto de la campana, Febo (de nuevo con la voz de Kline) está casado con Esmeralda y tienen un hijo pequeño de siete años llamado Zephyr, que se parece a él. Continúa sirviendo como capitán de la guardia bajo el nuevo ministro de Justicia, e investiga una serie de robos por todo París que coinciden con la llegada de una troupe circense de gitanos, dirigida por Sarousch. Su investigación le lleva a la conclusión de que Sarousch y su cómplice, Madeleine, son los culpables, poniendo en tensión su amistad con Quasimodo, quien está iniciando una relación con Madeleine. Sarousch engaña a Febo haciéndole creer que Madeleine es la única ladrona que desea robar La Fidèle, la campana más grande y valiosa de Notre Dame. Aun así, en el proceso, Zephyr es secuestrado. Febo se sirve de los guardias de la ciudad para atrapar a Sarousch, quien huye llevando a Zephyr como rehén. Cuando Madeleine y Quasimodo rescatan a Zephyr, Febo y sus hombres arrestan a Sarousch. En el Festival del Romance, declara en alta voz el amor que siente por su esposa.

### Apariciones Disney posteriores
Febo aparece en la serie de videojuegos Kingdom Hearts, en  Kingdom Hearsts 3D: Dream Drop Distance, con la voz de Phil LaMarr. Su papel en el juego es idéntico al de la película.